# 쓰리: 서바이벌 아일랜드
《쓰리: 서바이벌 아일랜드》(Three, Survival Island)는 영국에서 제작된 스튜어트 래필 감독의 2005년 모험, 드라마, 공포 영화이다. 빌리 제인 등이 주연으로 출연하였고 마이클 도나에브 등이 제작에 참여하였다.

## 출연

### 주연
- 빌리 제인
- 켈리 브룩

### 조연
- 후안 파블로 디 파체
- 게리 브록켓

## 기타
- Line PD: 찰스 샐몬
- 미술: 존 번커
- 배역: 카렌 암스트롱
- 배역: 맷 웨스턴